# زلاتکو ایوانکوویچ
زلاتکو ایوانکوویچ (به کرواتی: Zlatko Ivanković) یک سرمربی فوتبال اهل کرواسی است. او برادر بزرگتر برانکو ایوانکوویچ نیز است. او سابقه کار در ایران را نیز دارد و سرمربی‌گری تیم فوتبال برق شیراز را برعهده داشت.